# Auchenipteridae
Auchenipteridae — родина з ряду сомоподібних. Складається з 2 підродин, 22 родів, 125 видів. Інші назви «потилицеплавцеві соми», «несправжні соми». Наукова назва походить від грецького слова auchan («шия») та pteryx, -higos («плавець»).

## Опис
Загальна довжина представників цієї родини коливається від 3 до 59 см. Очі невеличкі. У більшості видів присутні 3 пари вусиків, з яких вусики (1 пара) на верхній щелепі довші ніж на нижній (2 пари). Тулуб помірно кремезний без луски. Бічна лінія переривчаста або у вигляді зигзага. Спинний плавник короткий, зміщений до голови. Має сильний шип. Звідси походить інша назва цих сомів. Грудні плавці мають жорсткі шипи. Жировий плавець маленький або зовсім відсутній. Анальний плавець у різних видів довгий або короткий. У деяких видів перші 2—4 промені анального плавця утворюють своєрідний статевий орган.

## Спосіб життя
Зустрічаються у прісних водоймах. Лише види роду Pseudauchenipterus заходять до солонуватих вод гирла річок. Деякі види ведуть пелагічний спосіб життя. Віддають перевагу корчуватим місцям із м'яким ґрунтом. Активні вночі. Це зграйні риби. Протягом дня ховаються в щілинах та різних укриттях біля дна. Є доволі ненажерливими хижаками. Живляться зоопланктоном, фруктами, рибою, нитчастими водоростями.
Розмножується через внутрішнє запліднення.

## Розповсюдження
Поширені від Панами до Аргентини.